# Ádám Vizler
Ádám Vizler (16 de noviembre de 1983) es un deportista húngaro que compitió en esgrima, especialista en la modalidad de florete. Ganó una medalla de plata en el Campeonato Europeo de Esgrima de 2003, en la prueba por equipos.

## Palmarés internacional
| Campeonato Europeo | Campeonato Europeo | Campeonato Europeo | Campeonato Europeo  |
| Año                | Lugar              | Medalla            | Prueba              |
| ------------------ | ------------------ | ------------------ | ------------------- |
| 2003               | Bourges (Francia)  | Medalla de plata   | Florete por equipos |